# Заворохіно
Заворо́хіно (рос. Заворохино) — присілок у складі Ішимського району Тюменської області, Росія.
Населення — 148 осіб (2010, 144 у 2002).
Національний склад станом на 2002 рік:
- росіяни — 75 %